# To Vima
To Vima (en griego, Το Βήμα, es decir, Tribuna), es un periódico griego, conocido anteriormente como Eléftheron Vima (en griego, Ελεύθερον Βήμα, esto es, Tribuna Libre), que se publica en Atenas y circula en toda Grecia.

## Historia
To Vima se publicó por primera vez el 6 de febrero de 1922, bajo el nombre Eleútheron Vima. Sus fundadores fueron el político y diplomático griego Aléxandros Karapanos, Georgios Rousos, Alexandros Diomidis, Emmanouil Tsouderos, Georgios Exendaris, Konstantinos Rendis y Dimitrios Lambrakis, siendo este último quien asumió la dirección, con Gerásimos Lychnos como ayudante. Tras una interrupción de varios años, volvió a publicarse a partir de 1945 bajo la denominación actual, To Vima, que es la que se mantiene en la actualidad. Su edición diaria se interrumpió en 1984, pero desde marzo de 1999 se edita de nuevo como periódico de información general.
Cada domingo se publica Το Βήμα της Κυριακής (To Vima tis Kyriakís, esto es, La tribuna del domingo), cuyo formato actual se adoptó el 22 de enero de 1984.
En To Vima participan muchos periodistas conocidos, tanto de los medios impresos como electrónicos, así como políticos y académicos. 
El 25 de noviembre de 2010 se anunció que el periódico suspendería, por segunda vez en su historia desde 1945, su edición diaria, si bien se mantendría su edición en línea así como su edición dominical.